# امی بوئندیا
امی بوئندیا (اسپانیایی: Emi Buendía‎؛ زادهٔ ۲۵ دسامبر ۱۹۹۶) بازیکن فوتبال اهل آرژانتین و بازیکن تیم استون ویلا است.
از باشگاه‌هایی که در آن بازی کرده‌است می‌توان به باشگاه فوتبال ختافه و باشگاه فوتبال نوریچ سیتی و استون ویلا اشاره کرد.
وی همچنین در تیم‌های ملی فوتبال زیر ۱۹ سال اسپانیا و زیر ۲۰ سال آرژانتین و تیم ملی فوتبال آرژانتین بازی کرده‌است.